# Toyota RAV4 eléctrico
El Toyota RAV4 EV es una versión totalmente eléctrica del popular vehículo SUV RAV4 producido por Toyota hasta 2014. Se vendieron dos generaciones del modelo EV en California y a flotas en otros lugares de los EE. UU., con una diferencia de casi diez años entre ellas.
La primera generación se alquiló por leasing de 1997 a 2003 y, a petición de los arrendatarios, muchas unidades se vendieron tras terminar el arrendamiento. Se alquilaron o vendieron un total de 1484 en California para cumplir con el mandato estatal de vehículos de cero emisiones. Un pequeño número se vendió o arrendó a flotas en otros estados. A mediados de 2012, había casi 500 vehículos todavía en uso en California. La producción de la segunda generación de vehículos eléctricos se limitó a 2600 unidades durante un período de tres años, y las ventas se limitaron a California a partir de 2012. La producción finalizó en septiembre de 2014. Un total de 2489 unidades del modelo de segunda generación se vendieron en California hasta abril de 2015.
Toyota trabajó junto con Tesla Motors y Panasonic para desarrollar el RAV4 EV de segunda generación, y el SUV eléctrico se lanzó en los Estados Unidos en septiembre de 2012. La Agencia de Protección Ambiental de EE. UU. (EPA) certificó la segunda generación del RAV4 EV con una autonomía de 103 mi (166 km) y un consumo combinado de 76 millas por galón de gasolina equivalente ( 3,1 L/100 km ).

## Mandato CARB
La producción del Toyota RAV4 EV fue implícitamente obligada por el mandato CARB.
El California Air Resources Board (CARB) promulgó una gran iniciativa medioambiental que obligaba a cada uno de los 7 grandes fabricantes de coches a fabricar el 2% de su producción como vehículos de emisiones cero (ZEV) para 1998, 5% para 2001 y 10% para 2003 si querían seguir vendiendo sus coches en California. La comisión CARB afirmó que el mandato intentaba combatir la contaminación del aire de California, que en esos años era peor que la suma del resto de 49 estados de Estados Unidos.
Miembros de la American Automobile Manufacturers Association como General Motors, Toyota, Nissan y Honda desarrollaron vehículos de emisiones cero como respuesta al mandato.
Sin embargo, GM junto a otros fabricantes batallaron contra el mandato de CARB contra quien se querellaron en el juzgado federal. En la audiencia del 2000 GM afirmó que los consumidores simplemente no estaban mostrando suficiente interés en el GM EV1 para alcanzar los requirimientos del mandato de CARB. GM junto con Toyota citó un estudio que habían encargado que mostraba que los clientes solo comprarían un coche eléctrico en vez de uno de gasolina, si costara 28 000 dólares, menos que uno similar de gasolina. Dr. Kenneth E. Train de la universidad UC Berkeley, que dirigió el estudio, afirmó que dado que el precio medio de un Toyota RAV4 era de 21 000 dólares, Toyota tendría que regalar al comprador de un RAV4-EV un cheque de 7 000 dólares. Un estudio independiente encargado por la California Electric Transportation Coalition (CalETC) y dirigido por Green Car Institute y por la firma de estudio de mercados automovilísticos Dohring Company llegó a conclusiones muy diferentes. El estudio usó la misma metodología empleada por la industria automovilística para identificar mercados para sus coches de gasolina. Concluyó que el mercado anual para vehículos eléctricos era del 12% al 18% de los vehículos ligeros de California, lo que suponía entre 151 200 y 226 800 vehículos eléctricos, lo que suponía diez veces más la cantidad estipulada por el mandato de CARB. Sin embargo, el estudio hizo notar que los vehículos requerían una mayor autonomía y deberían ser vendidos a precios similares a los equivalentes de gasolina. Los resultados del estudio de Toyota-GM fueron cuestionados a la luz del éxito del Toyota RAV4-EV eléctrico, que se vendía por 30 000 dólares, lo que era una venta a pérdidas. En las audiencias los fabricantes también presentaron el vehículo de hidrógeno como una mejor opción frente al coche de gasolina, reforzado por un presupuesto federal para la investigación del hidrógeno. Muchos, incluyendo miembros del CARB presentes en el juicio, estaban preocupados porque parecía un cebo para que CARB eliminara el mandato de vehículos eléctricos porque la opción del hidrógeno no era tan viable como pretendían hacer ver.
El CARB había pospuesto varias veces las fechas límite porque los fabricantes de coches no estaban preparados para cumplir el mandato de vehículos de emisiones cero ZEV. En 2001 propuso enmiendas que concederían créditos por producir (Advanced Technology Partial ZEV) vehículos de tecnología avanzada de emisiones reducidas como los híbridos, en lugar de coches eléctricos. Sin embargo, los fabricantes usaron esa relajación de las normas para desafiar la legislación en su conjunto.
General Motors y Daimler-Chrysler se querellaron contra CARB en el Juzgado del Distrito Este de California, argumentando con éxito que el método para determinar si un vehículo era Advanced Technology Partial ZEV (AT PZEV) usaba el consumo de combustible como medida de corte junto a las emisiones reducidas. Según la ley federal los estados no pueden regular el consumo de combustible. El juez Robert E. Coyle emitió una orden restrictiva el 11 de junio contra CARB en la que consideraba anticonstitucionales las enmiendas de 2001 y prohibió su implementación.
En 2003 GM recuperó todos sus GM EV1 y los achatarró. Toyota canceló la fabricación de vehículos eléctricos y dejó de dar soporte a los Toyota RAV4 EV de primera generación.

## Primera generación (1997-2003)
La primera versión de flota del RAV4 EV estuvo disponible de forma limitada en 1997. En 2001, las empresas, las ciudades o las empresas de servicios públicos podían arrendar en leasing uno o dos de estos automóviles. Luego, Toyota vendió o arrendó 328 RAV4 EV al público en general en 2003, momento en el que el programa finalizó a pesar de las listas de espera de posibles clientes.
El RAV4 EV se parecía mucho a la versión con motor de combustión interna (ICE), sin tubo de escape, y tenía una velocidad máxima limitada a 78 mph (126 km/h) con una autonomía EPA de 95 mi (153 km) . El paquete de baterías NiMH de 95 amperios por hora tenía una capacidad de 27 kWh, se carga por inducción y demostró ser muy duradero. Algunos RAV4 EV recorrieron más de 150 000 millas (241 401 km) utilizando la batería original. También fue uno de los pocos vehículos con una caja de cambios de una sola velocidad cuando se introdujo en el mercado.
Aparte del sistema motriz (baterías, controlador y motor), los sistemas restantes en el RAV4 EV son comparables al RAV4 a gasolina. Los frenos, la dirección asistida, y los componentes de la refrigeración son similares, excepto que utilizan fuentes de energía eléctrica. Los frenos usan una bomba eléctrica para proporcionar vacío en lugar de derivar vacío del colector del motor. La dirección asistida utiliza un motor eléctrico en lugar de la energía mecánica proporcionada por las correas del ventilador. El compartimiento de pasajeros se calienta y se enfría eléctricamente mediante una bomba de calor (la primera aplicación de una bomba de calor en un vehículo de serie) con calefacción de resistencia eléctrica suplementaria como respaldo.

### Prestaciones
El RAV4 EV tiene una velocidad máxima limitada de 137 kilómetros por hora (85 mph), una aceleración de 0 a 60 mph (97 km/h) en unos 18 segundos (dependiendo del estado de carga de las baterías). La autonomía certificada por la EPA es 95 millas (153 km) con un consumo combinado EPA de 43 kW·h/100 mi (equivalente a 78 MPGe ). La autonomía y el consumo de combustible reales dependen de los mismos factores que un vehículo de gasolina tradicional, incluida la resistencia a la rodadura y la velocidad media (resistencia aerodinámica).
El paquete de baterías del RAV4 EV utiliza 24 baterías NiMH de 12 voltios y 95 Ah capaces de almacenar 27 kWh de energía.

### Carga
Las baterías del RAV4 EV se pueden recargar desde que se agotan por completo hasta que se cargan a tope en unas cinco horas, y se controlan con un sistema de balance de batería pasivo. La electricidad se suministra a través de una paleta de carga inductiva Magne Charge desde una unidad de carga de 6000 vatios montada en la pared en un enchufe tipo "secadora de ropa" norteamericano de 240 voltios y 30 amperios. Algunos prototipos de RAV4 EV anteriores se cargaban a través de un conector en el paragolpes delantero fabricado por Yazaki Corporation.

### Costes de combustible
Cargar un RAV4 EV de completamente vacío a carga completa usa aproximadamente 30 kWh de electricidad; el exceso por encima de la capacidad del paquete de baterías es utilizado por el sistema de carga. A una tarifa de 0.09 USD por kilovatio-hora, esto costaba alrededor de 2.70 USD. A partir de mayo de 2008, basado en un precio por galón de gasolina de 3.80 USD y el consumo de gasolina del Toyota RAV4 2003 de gasolina de 27 mpgAm (9 L/100 km) , el RAV4 EV costaba aproximadamente 5 veces menos por kilómetro, y hacía que el consumo en el RAV4 EV fuera equivalente al de un SUV pequeño que consumiera 111,1 mpgAm (2,1 L/100 km).
Además, el RAV4 EV tiene un temporizador de carga integrado en el tablero que permitía que el vehículo comenzara a cargarse en un momento específico. Como el RAV4 EV se convertía fácilmente en el principal costo de electricidad en una casa de tamaño promedio, esto permitía al propietario usar un vatihorímetro para reducir los costos de electricidad. Esta configuración era una práctica estándar entre los propietarios de RAV4 EV. El precio de la electricidad por la noche depende del operador, pero suele estar en el rango del 60% de la tarifa normal. En el uso de la carga del RAV4 EV, esto equivalía a un costo por kilómetro más económico, aproximadamente equivalente a un vehículo capaz de 166,6 mpgAm (1,4 L/100 km), basado en un precio de 3.00 USD por galón.
La Agencia de Protección Ambiental de los Estados Unidos (EPA) certificó el consumo del RAV4 EV en su Guía de Economía de Combustible anual desde 2000 hasta 2003. El Toyota RAV4 EV modelo 2003 registró un consumo de combustible de 39 kW·h/100 mi en ciudad, 49 kW·h/100 mi en carretera; el consumo en ciudad era equivalente a 125 mpgAm (1,9 L/100 km) y 100 mpgAm (2,4 L/100 km) en carretera. El consumo combinado clasificado por la EPA fue de 112 mpgAm (2,1 L/100 km)     .
En 2007, la EPA actualizó su sistema de calificación y revisó las calificaciones a un equivalente de ciudad de 87 mpgAm (2,7 L/100 km), equivalente en carretera de 69 mpgAm (3,4 L/100 km), y un equivalente combinado de 78 mpgAm (3 L/100 km) .

### Compras corporativas
Inicialmente, los vehículos eléctricos RAV4 solo estaban disponibles a partir de 1997 en algunos concesionarios para el arrendamiento de flotas de tres años, no para la venta ni para el arrendamiento al público. A partir de 2001, los arrendamientos estuvieron disponibles para pequeñas "flotas de uno" supuestamente administradas por pequeñas empresas.

### Disponibilidad pública

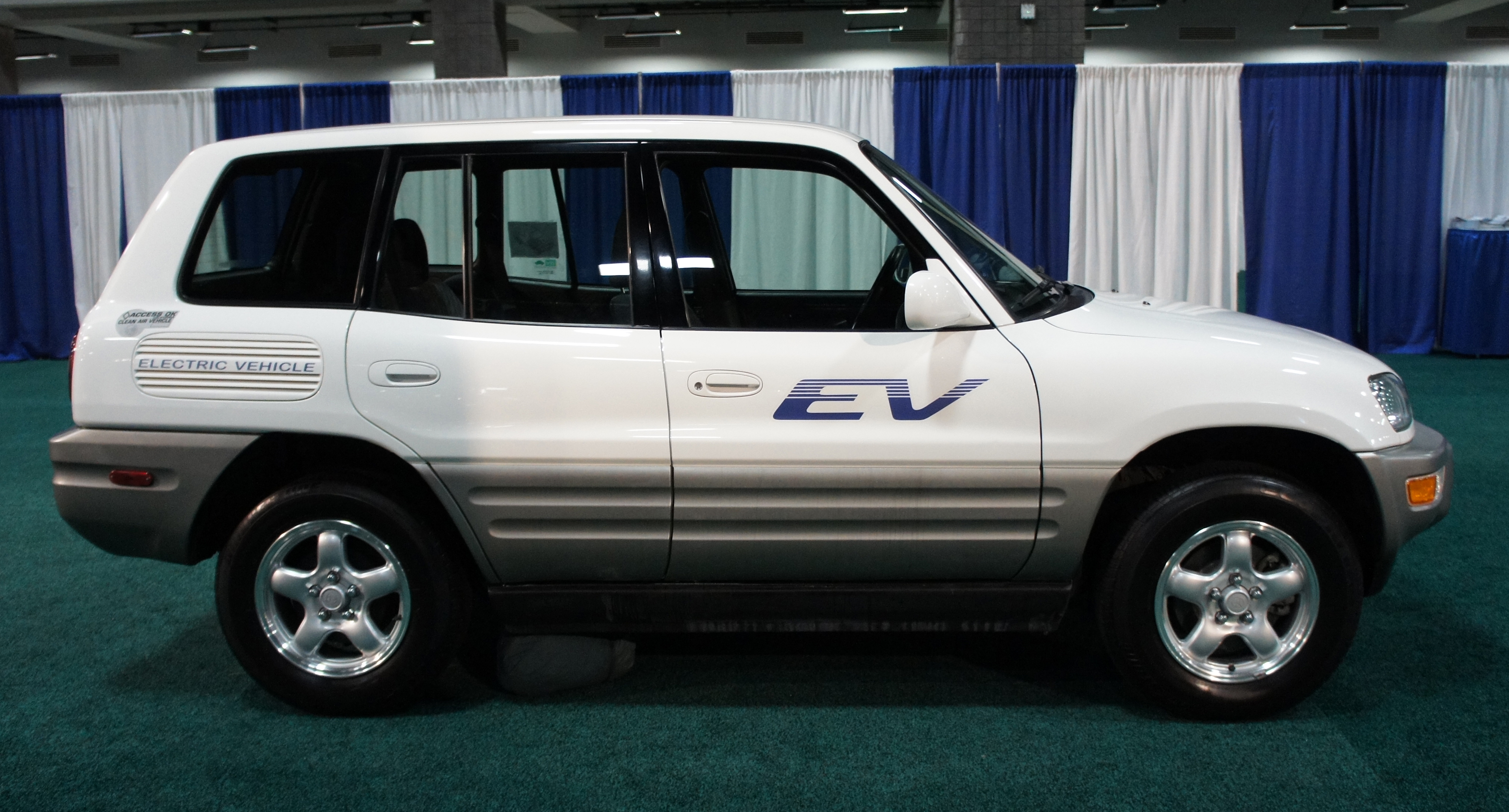
Toyota RAV4 EV.

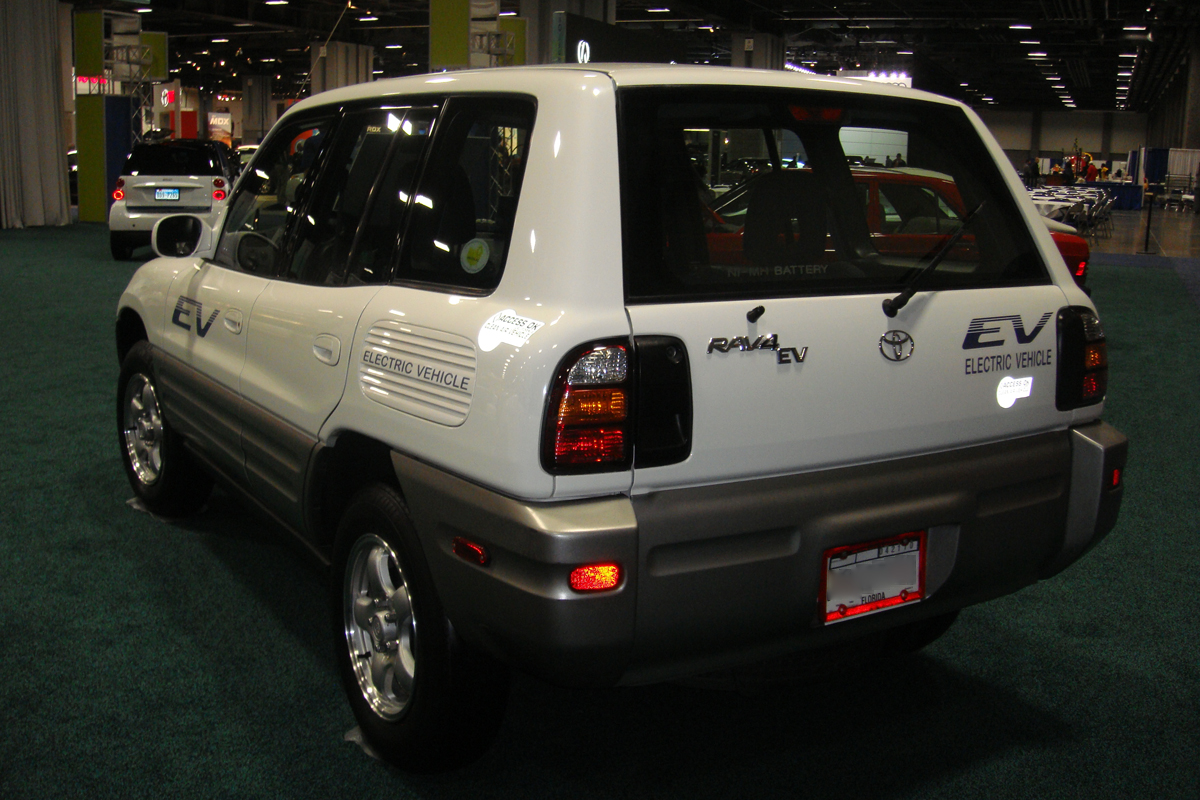
Vista trasera.

En marzo de 2002, debido a un cambio en la política corporativa, el Toyota RAV4-EV se puso a la venta al público en general. Se vendieron los 328 que fabricó Toyota. Nadie sabe con certeza qué llevó a Toyota a cambiar su posición sobre el RAV4-EV, ya que hacía tiempo que habían cumplido con sus obligaciones en virtud del acuerdo MOA (Memorandum of Agreement) con el mandato de vehículos de cero emisiones (ZEV) de la Junta de Recursos del Aire de California (CARB) a través de su programa de arrendamiento de flota.
El precio de venta recomendado fue de 42 000 USD; pero en California, las subvenciones de 9000 USD, que disminuyeron en 2003 a 5000 USD, y un crédito de 4000 USD de Hacienda (Internal Revenue Service) redujeron el precio a unos 29 000 USD ( 33 000 USD para algunas entregas de 2003), incluido el cargador de casa. 
Se vendieron más RAV4-EV de los que se había planeado fabricar a través de técnicas de línea de montaje estándar. Toyota completó todos los pedidos a pesar de que las últimas docenas de vehículos tuvieron que ensamblarse con piezas de repuesto debido a la escasez de componentes de producción (una forma significativamente más costosa de fabricar un vehículo). Este desarrollo inesperado hizo que las entregas se prolongaran hasta septiembre de 2003. También provocaba variaciones en los vehículos como asientos calefactables, antenas retráctiles, alfombrillas, etc.[cita requerida]
El último de los 328 EV se vendió en noviembre de 2002.[cita requerida]

### Ventas
Un total de 1484 fueron vendidos a alquilados por leasing en California.

### Bloqueo de tecnología de baterías Ni-MH para automóviles
Aunque Toyota quisiera continuar con la producción, era poco probable que pudiera hacerlo porque la batería EV-95 ya no estaba disponible. La petrolera Chevron había heredado el control de los derechos de patente en todo el mundo de la batería NiMH EV-95 cuando se fusionó con Texaco, que las había comprado a General Motors después de que abandonara la fabricación del GM EV1. La unidad de Chevron ganó a Toyota y Panasonic un acuerdo de 30.000.000 USD, y la línea de producción de las baterías grandes de NiMH se cerró y desmanteló. Este caso se resolvió en la Corte Internacional de Arbitraje ICC (International Court of Arbitration) y no se hizo público debido a una orden de embargo impuesta a Toyota. Chevron-Texaco solo permitió fabricar baterías NiMH más pequeñas, incapaces de alimentar un vehículo eléctrico, ya que competirían directamente contra su negocio petrolero de abastecer de combustible a los motores de combustión interna.

## Segunda generación (2012-2014)
El RAV4 EV de segunda generación se lanzó en septiembre de 2012 a un precio inicial de 49 800 USD antes de cualquier incentivo gubernamental. Toyota también ofreció una opción de arrendamiento de 36 meses a 599 USD por mes con un pago inicial de 3499 USD. El RAV4 EV se vendió solo en California y las ventas comenzaron en el Área de la Bahía de San Francisco, Los Ángeles / Condado de Orange y San Diego . La producción se limitó a 2600 durante tres años. El RAV4 EV estaba disponible para consumidores individuales y clientes de flotas. Debido a la capacidad de su paquete de baterías, el RAV4 EV calificaba para el crédito fiscal federal de hasta 7500 USD y también era elegible para un reembolso de 2500 USD en California . Se vendieron un total de 192 unidades durante 2012 y 1096 durante 2013. Se vendieron un total de 2489 unidades en los EE. UU. hasta abril de 2015. La producción finalizó en septiembre de 2014.

### Historia
El primer prototipo se construyó solo tres semanas después de la firma de un acuerdo de desarrollo conjunto de Tesla y Toyota cuando Toyota ayudó a Tesla a comenzar la producción en la antigua fábrica de automóviles de Toyota NUMMI Fremont. El socio de Toyota, Panasonic, también participó en el desarrollo, al igual que cuando Toyota desarrolló el primera generación del RAV4 EV, y las pruebas comenzaron en julio de 2010.
En el Auto Show de Los Ángeles de noviembre de 2010 se presentó un vehículo de demostración RAV4 EV de segunda generación. Toyota fabricó 35 de estos RAV4 convertidos (vehículos de fase cero) para un programa de demostración y evaluación que duró hasta 2011. La batería de óxido de metal de litio y otros componentes del tren motriz fueron suministrados por Tesla Motors. La versión de producción RAV4 EV rediseñada (vehículo Fase Uno) se presentó en el Simposio Internacional de Vehículos Eléctricos de mayo de 2012 en Los Ángeles.
Los modelos de producción RAV4 EV de segunda generación utilizan el estándar de carga SAE J1772, Los primeros prototipos tenían un paquete de baterías de iones de litio de 660 lb (299 kg) con una capacidad total de 50 kWh, 37 kWh utilizables, y logró una autonomía de entre 80-120 mi (129-193 km) . El paquete de baterías, la electrónica y los componentes del tren motriz del RAV4 EV en la versión de producción son similares a los que se usaron en el sedán Tesla Model S lanzado en junio de 2012, y los vehículos Phase Zero usaron componentes del Tesla Roadster (2008) .

### Tren motriz
El RAV4 EV de segunda generación combina una batería y un tren motriz eléctrico diseñados y producidos por Tesla/Panasonic con el modelo SUV de Toyota. El motor eléctrico suministrado por Tesla es un motor de inducción de CA, una desviación de la práctica de Toyota de utilizar motores síncronos de imanes permanentes en sus vehículos eléctricos híbridos . La caja de transmisión tiene una relación de transmisión de 9,73. El RAV4 EV pesa 4030 lb (1828 kg), 470 lb (213 kg) más pesado que un RAV4 Limited con tracción delantera y motor V-6.
El RAV 4 ofrece dos modos de manejo: Normal y Sport. La potencia máxima de salida del motor es 115 kW (154 HP), con un par máximo en modo normal de 296 N·m (220 lb·pie) y par máximo en modo deportivo de 370 N·m (270 lb·pie) . La velocidad máxima del vehículo en modo Normal es 85 mph (137 km/h), y el máximo en el modo Sport, que también tiene una sensación más agresiva del pedal del acelerador, es 100 mph (161 km/h) . La Agencia de Protección Ambiental de EE. UU. certificó el consumo combinado del RAV4 EV en 76 millas por galón de gasolina equivalente ( 76 mpgAm (3,1 L/100 km) ), con un equivalente 78 mpgAm (3 L/100 km)  en ciudad y 74 mpgAm (3,2 L/100 km) en carretera. Si bien Toyota no califica oficialmente el tiempo del cuarto de milla, la comunidad de Facebook del RAV4 EV (FWD) ha publicado resultados de aceleración en pista de 15.71 s a 85.5 mph (137,6 km/h) . Esto es solo marginalmente más lento que el RAV4 V6 AWD (con 269HP) que ha publicado tiempos de cuarto de milla de 14.8-14.9 a 93 mph (150 km/h) .

### Batería y autonomía
El paquete de baterías es un paquete de baterías de iones de litio de 386 V que consta de unas 4500 celdas y tiene una potencia nominal de 41.8 kW·h de energía utilizable a plena carga, con una potencia máxima de 129 kW El RAV4 EV cuenta con un cargador de a bordo de 10 kW (con conector SAE J1772 240 V, entrada 40 A). El paquete de baterías está ubicado debajo del piso, lo que reduce la distancia al suelo en comparación con la versión de gasolina en un par de pulgadas, pero el espacio de carga del SUV eléctrico de 36,4 pies cúbicos (1031 L)  es igual a su hermano de gasolina. La batería pesa 840 lb (381 kg) y debido a que está ubicado en la parte más baja del vehículo, el centro de gravedad más bajo brinda un mejor manejo que el Toyota RAV4 convencional.

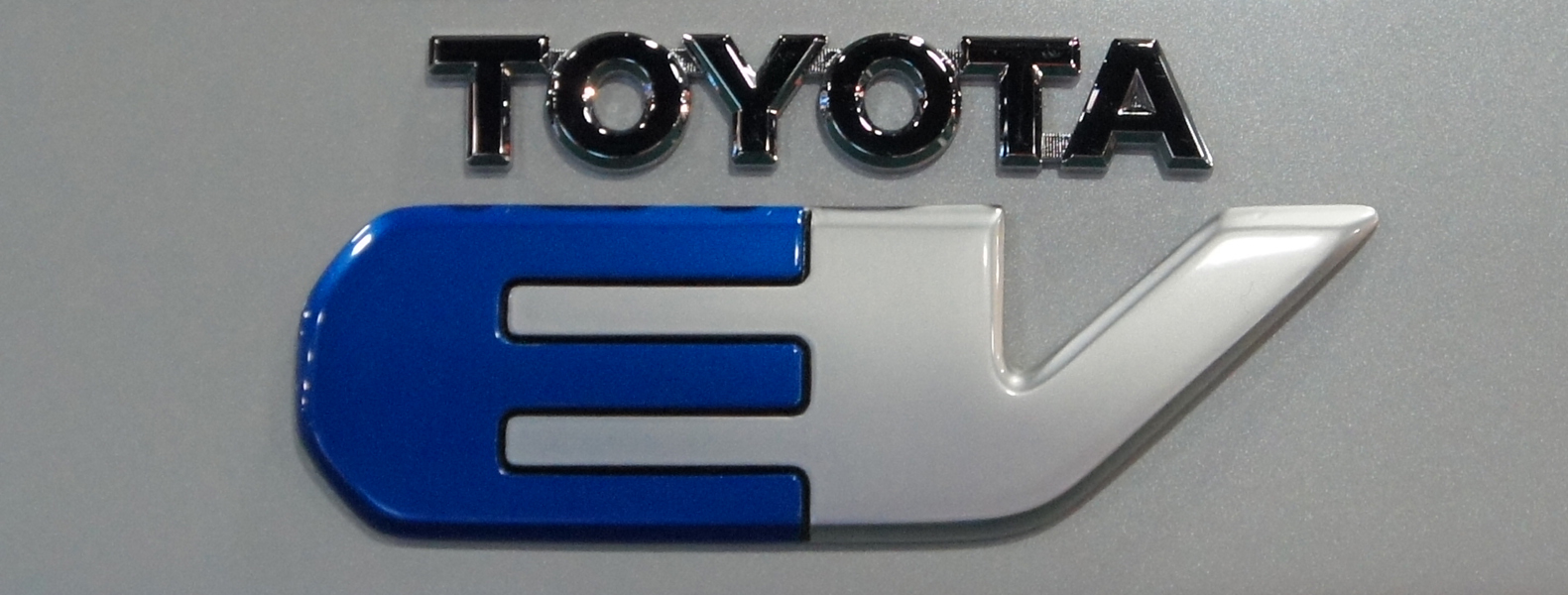
Insignia de automóvil eléctrico de Toyota utilizada en el RAV4 EV

El RAV4 EV tiene dos modos de carga: Estándar y Extendido. En el modo estándar, la batería de alto voltaje carga solo hasta 35 kWh y Toyota esperaba que el SUV eléctrico lograra una autonomía EPA de 92 mi (148 km) para este modo de carga. El modo extendido permite que la batería se cargue a su capacidad útil total de 41,8 kWh, lo que brinda una autonomía EPA de 113 mi (181,9 km) según estimaciones de Toyota. La EPA calificó solo una autonomía de 103 mi (166 km) . El modo estándar está diseñado para optimizar la longevidad de la batería; sin embargo, la garantía de batería de 8 años y 100 000 millas cubre los paquetes independientemente de la combinación de modos de carga durante la vida útil del paquete. Sin embargo, debido a los procedimientos de la EPA, Toyota esperaba que la etiqueta Monroney mostrara la autonomía combinada de 103 mi (166 km) .
El tiempo de carga con una estación de carga de 40 A/240 V es de 5 horas en modo estándar y de 6 horas en modo extendido. Toyota había llegado a acuerdos con Leviton para ofrecer una estación de carga personalizada de nivel 2 con un precio de 1590 USD incluyendo la instalación básica. La carga a 120 voltios con el cable que viene estándar debajo de la plataforma trasera demora 44 horas para el modo estándar y 52 horas para el modo extendido. Una empresa de posventa llamada Quick Charge Power ideó una forma de agregar un conector de corriente continua CHAdeMO de 48 kW para el RAV4 EV, que reducía drásticamente los tiempos de carga de la batería de 41,8 kWh. Esto puede hacer que el automóvil sea tremendamente más útil en áreas donde existe esa infraestructura de carga CHAdeMO.

### Producción
Desde mayo de 2010, Toyota, Panasonic[cita requerida] y Tesla Motors trabajaron juntos para desarrollar el RAV4 EV de segunda generación utilizando el motor eléctrico de Tesla y la plataforma y carrocería de Toyota. El SUV eléctrico fue desarrollado por Tesla y Toyota Technical Center USA en Michigan. El 15 de julio de 2011, Tesla firmó un acuerdo de suministro y servicios con Toyota para el suministro de un sistema de tren motriz eléctrico validado, que incluía una batería, un sistema de carga, un inversor, un motor, una caja de cambios y el software asociado, que se integraría en un vehículo eléctrico. versión del Toyota RAV4.
El RAV4 EV comenzó a ensamblarse en 2012 en las instalaciones de Toyota en Woodstock, Ontario, junto con la versión normal de gasolina. Tesla construyó el tren motriz eléctrico en su planta en la antigua instalación NUMMI de Toyota, ahora Tesla Factory, en Fremont, California, y luego los enviaba a Canadá. El acuerdo de suministro de baterías entre Toyota y Tesla concluyó con el final de la producción en agosto de 2014.
En 2017, Toyota vendió todas sus acciones en Tesla y comenzó una nueva división propia de autos eléctricos.